# Nicki Bille Nielsen
Nicki Bille Nielsen, más conocido como Nicki Bille o 'Bille the kid', (Vigerslev, Dinamarca, 7 de febrero de 1988) es un futbolista danés. Juega de delantero y su equipo actual es el Lyngby BK de Dinamarca.

## Trayectoria
Debutó en la máxima categoría de su país en el FC Copenhague (2006-2007), posteriormente pasó por tres equipos del calcio, Reggina Calcio, AS Martina y AS Lucchese, y luego volvió a su país al FC Nordsjælland (2008-2010). En 2010 firmó con el Villarreal Club de Fútbol por cuatro temporadas. Tras ser cedido al Elche Club de Fútbol regresó al Villarreal Club de Fútbol y en verano de 2012 se fue cedido al Rayo Vallecano de la Primera división de España, aunque en el mercado invernal de 2013, el jugador firmó por el Rosenborg Ballklub un contrato de 4 años.

### Selección nacional
El atacante ha sido internacional con Dinamarca en todas las categorías juveniles, destacando con la sub-21, en la que marcó 7 goles en 11 partidos.

## Clubes
| Club                          | País      | Año           | Partidos | Goles |
| ----------------------------- | --------- | ------------- | -------- | ----- |
| BK Frem                       | Dinamarca | 2005 - 2006   | ?        | ?     |
| Reggina Calcio                | Italia    | 2006 - 2008   | 7        | 1     |
| ASD Martina Franca (cedido)   | Italia    | 2007          | ?        | ?     |
| Lucchese Libertas (cedido)    | Italia    | 2008          | ?        | ?     |
| FC Nordsjælland               | Dinamarca | 2008 - 2010   | 29       | 18    |
| Villareal B                   | España    | 2010 - 2011   | 33       | 6     |
| Villareal Club de Fútbol      | España    | 2011 - 2013   | 1        | 0     |
| Elche Club de Fútbol (cedido) | España    | 2011 - 2012   | 35       | 12    |
| Rayo Vallecano (cedido)       | España    | 2012          | 9        | 0     |
| Rosenborg Ballklub            | Noruega   | 2013          | 11       | 10    |
| Evian                         | Francia   | 2014          |          |       |
| Esbjerg fb                    | Dinamarca | 2015          | 17       | 5     |
| Lech Poznań                   | Polonia   | 2016-2018     | 32       | 4     |
| Panionios GSS                 | Grecia    | 2018          | 1        | 0     |
| Lyngby BK                     | Dinamarca | 2018-presente |          |       |